# Yōko Yoneda
Yōko Yoneda (jap. 米田 容子, Yoneda Yōko; * 22. November 1975 in Ōsaka-Sayama) ist eine ehemalige japanische Synchronschwimmerin.

## Erfolge
Yōko Yoneda gab im Jahr 2000 in Sydney ihr olympisches Debüt und schloss den Mannschaftswettkampf mit Miho Takeda, Miya Tachibana, Ayano Egami, Raika Fujii, Yōko Isoda, Rei Jimbo, Juri Tatsumi und ihrer Schwester Yūko Yoneda, die neben Yoneda zum Aufgebot Japans gehörten, mit 98,860 Punkten auf dem zweiten Platz ab. Die Japanerinnen mussten sich lediglich der russischen Mannschaft mit 99,146 Punkten geschlagen geben und gewannen vor den drittplatzierten Kanadierinnen mit 97,357 Punkten die Silbermedaille. Bei den Olympischen Spielen 2004 in Athen trat Yoneda erneut in der Mannschaftskonkurrenz an. Mit der japanischen Mannschaft, zu der neben Yoneda noch Miho Takeda, Miya Tachibana, Michiyo Fujimaru, Saho Harada, Naoko Kawashima, Kanako Kitao, Emiko Suzuki und Juri Tatsumi gehörten, sicherte sie sich wie schon bei den Spielen vier Jahre zuvor hinter Russland Silber. Sie erhielten mit 98,667 Punkten genau einen Punkt weniger als die Russinnen und einen Punkt mehr als die drittplatzierten US-Amerikanerinnen.
Die Spiele waren Yonedas letzter internationaler Wettkampf. Sie ging während ihrer Laufbahn sowohl für die Ritsumeikan-Universität an den Start, wo sie auch studierte, sowie für den Imura Synchro Club.